# Dagmar Käsling
Dagmar Käsling, född den 15 februari 1947 i Magdeburg, Tyskland, är en östtysk friidrottare inom kortdistanslöpning.
Hon tog OS-guld på 4 x 400 meter vid friidrottstävlingarna 1972 i München. 